# Sweet Kisses
A Sweet Kisses Jessica Simpson amerikai énekesnő 1999-ben megjelent első nagylemeze, mely a Billboard lista 25. helyén debütált,[forrás?]az Egyesült Államokban 1,9 millió példányt adtak el belőle,[forrás?] világszerte 4 milliót.[forrás?]
Négy kislemezt másoltak ki róla, elsőként az I Wanna Love You Forever című dalt, ami a Billboard lista 1. helyén debütált, a második kislemezként megjelenő Woman in Me (Ft. Destiny's Child) a nyolcadik helyen végzett.

## Fordítás
- Ez a szócikk részben vagy egészben  a   Sweet Kisses című angol Wikipédia-szócikk fordításán alapul.  Az eredeti cikk szerkesztőit annak laptörténete sorolja fel. Ez a jelzés csupán a megfogalmazás eredetét és a szerzői jogokat jelzi, nem szolgál a cikkben szereplő információk forrásmegjelöléseként.